# Густав Ернесакс
Густав Ернесакс (ест. Gustav Ernesaks; 12 листопада 1908 Пенінгі, Гар'юмаа — 24 січня 1993, Таллінн) — естонський композитор, хоровий диригент. Відіграв виняткову роль у здійсненні Співочої революції в Естонії (1990). Пік творчості припав на 40-80-ті роки XX століття.

## Творчість
Основу творчості Ернесакса складають хорові пісні. Твір «Моя Вітчизна, моя любов» (Mu isamaa on minu arm) на слова Лідії Койдули став символом національного спротиву в роки окупації військами СРСР. Естонці вважають Ернесакса ідеологом всенародних Співочих свят. За іронією долі, саме він є автором музики Гімну Естонської РСР, який виконувався в країні з 1945 по 1990 рік.
«Грандіозні за своїми масштабами Співочі свята відомі далеко за межами країни (Естонії). Серед тих, хто зробив значний внесок у розвиток хорового співу — народний просвітитель I. Янсен, „батько естонської духової музики“ Д. О. Віркхауз, диригенти I. Каппель, Т. Веттик, Г. Ернесакс», — повідомляє сайт Національної парламентської бібліотеки України.
Окупаційний режим наділив маестро званням Народний артист СРСР 1956 року.
Останній виданий CD-диск із творами композитора — Mu isamaa on minu arm. Eesti Rahvusmeeskoor, 2008 рік.

## Зв'язки з Україною

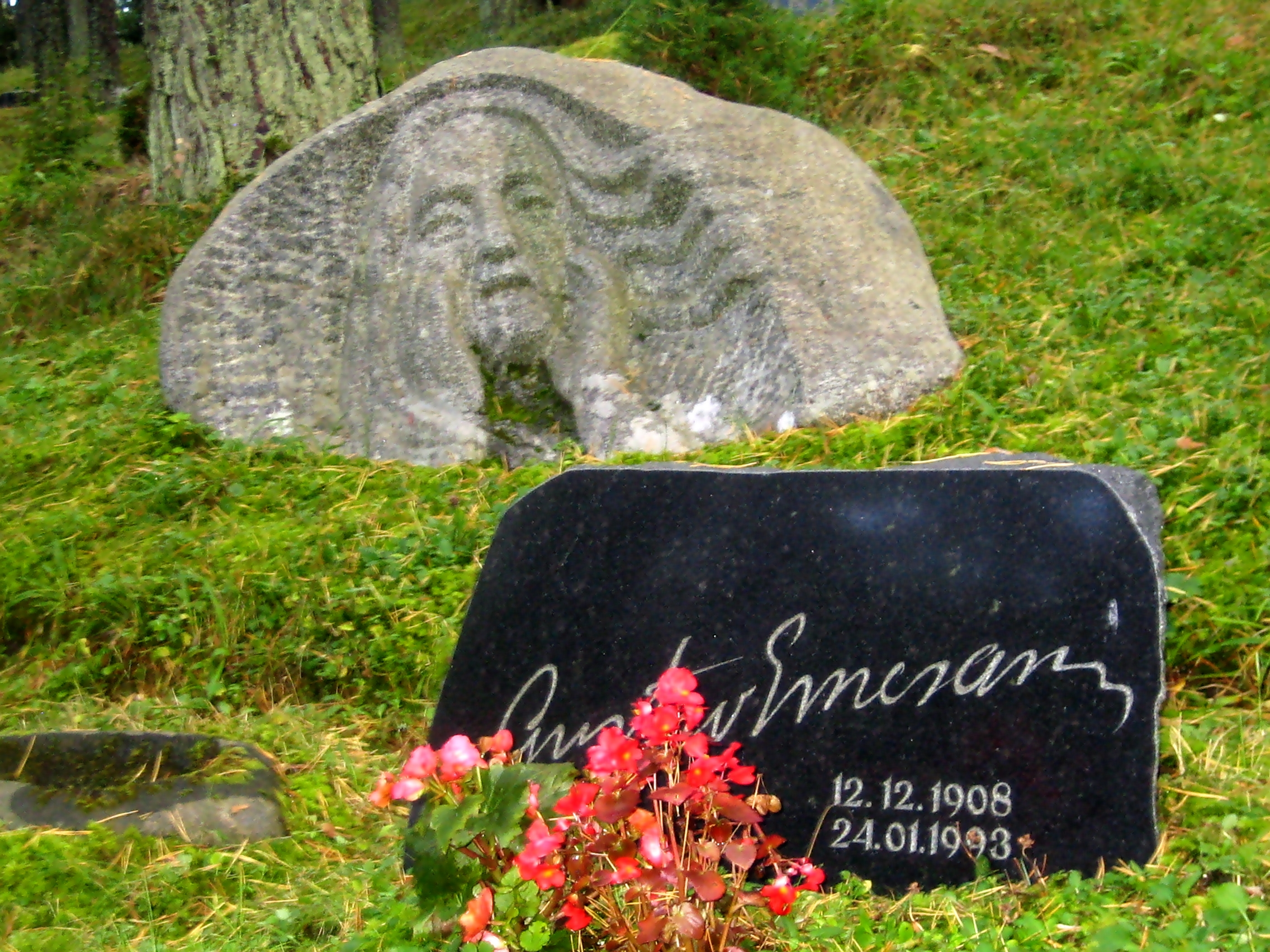

1958 року Ернесакс відвідав місто Красноград Харківської області. Під його керівництвом тут виступав Державний академічний чоловічий хор Естонії.
Твір Е. «Гойдалка», поруч з композиціями Сібеліуса та Людіга, входить до репертуару львівського хору хлопчиків «Дударик». Очевидно, це результат участи хору в трьох фестивалях у Естонії.
Естонський чоловічий хор, створений Густавом Ернесаксом, порівнюють з Державною академічною чоловічою хоровою капелою України ім. Л. Ревуцького.